# Phil Summerill
Philip Ernest Summerill, più conosciuto con il diminutivo Phil Summerill (Birmingham, 20 novembre 1947) è un ex calciatore inglese, di ruolo attaccante.

## Carriera
Viene aggregato alla prima squadra del Birmingham City all'inizio della stagione 1964-1965, in cui non gioca però nessuna partita e nella quale il club retrocede in seconda divisione; nelle sette stagioni successive gioca con buona regolarità nei Bluenoses, con cui in sette campionati di seconda divisione (l'ultimo dei quali conclusosi con una promozione in prima divisione) totalizza complessivamente 116 presenze e 46 reti. Disputa infine 2 partite in prima divisione (le sue uniche in carriera in questa categoria) nel corso della stagione 1972-1973. Si trasferisce poi a stagione in corso all'Huddersfield Town, con cui conclude la stagione 1972-1973 retrocedendo dalla seconda alla terza divisione, categoria in cui in seguito gioca nell'intera stagione 1973-1974 e nella prima metà della stagione 1974-1975 sempre con la maglia dei Terriers, con cui in due anni solari totalizza complessivamente 54 presenze e 11 reti in partite di campionato. Passa quindi al Millwall, con cui trascorre la seconda metà della stagione 1974-1975 nuovamente in seconda divisione, retrocedendo però a fine anno in terza divisione, categoria in cui comunque conquista una promozione già durante la stagione 1975-1976, per poi trascorrere la stagione 1976-1977 nuovamente in seconda divisione con i Lions, con cui in due anni e mezzo di permanenza mette a segno 20 reti in 87 partite di campionato. Passa quindi al Wimbledon FC, club appena ammesso per la prima volta nella sua storia nei campionati della Football League, con cui gioca per due stagioni consecutive in quarta divisione segnando in totale 4 reti in 31 partite di campionato e contribuendo alla promozione in terza divisione conquistata al termine della stagione 1978-1979. Chiude infine la carriera nel 1980, all'età di 33 anni, dopo una stagione a livello semiprofessionistico con i londinesi del Tooting & Mitcham Utd.
In carriera ha totalizzato complessivamente 292 presenze e 81 reti nei campionati della Football League.